# Millardia meltada
Millardia meltada је врста глодара из породице мишева (лат. Muridae). 

## Распрострањење
Врста има станиште у Индији, Непалу, Пакистану и Шри Ланци.

## Станиште
Врста Millardia meltada има станиште на копну.
Врста је по висини распрострањена од нивоа мора до 2.670 метара надморске висине. 

## Угроженост
Ова врста није угрожена, и наведена је као последња брига јер има широко распрострањење.

### Популациони тренд
Популација ове врсте је стабилна, судећи по доступним подацима.